# 3396 Muazzez
3396 Muazzez је астероид. Приближан пречник астероида је 37,63 ,
а средња удаљеност астероида од Сунца износи 3,383 астрономских јединица (АЈ).
Инклинација (нагиб) орбите у односу на раван еклиптике је 8,352 степени, а орбитални период износи 2273,086 дана (6,223 година). Ексцентрицитет орбите астероида износи 0,186.
Апсолутна магнитуда астероида износи 11,00 а геометријски албедо 0,049.
Астероид је откривен 15. октобра 1915. године.